# Machaerium firmum
Machaerium firmum är en ärtväxtart som först beskrevs av Vell., och fick sitt nu gällande namn av George Bentham. Machaerium firmum ingår i släktet Machaerium och familjen ärtväxter. Inga underarter finns listade i Catalogue of Life.